# 大海，大海
《大海，大海》（英語：The Sea, the Sea）是爱尔兰女作家艾瑞斯·梅鐸创作的一部小说，1978年获得布克奖。

## 故事
《大海，大海》讲述了一个自满的剧作家及导演，在开始写回忆录时被奇怪的执念纠缠的故事。梅铎的小说揭示了角色行为背后的动机——虚荣、嫉妒、冷漠，这些是他们伪装下的真实面目。小说的主要角色Charles Arrowby决定与世隔绝，住进大海边远离尘世的房子里。在那里他遇到了初恋情人Mary Hartley Fitch，两人自年少时期分手后就再未相见。尽管Fitch夫人年老后已不复有往昔容貌，Charles仍然迷恋着她，在想象中不断美化他们的旧情，并试图说服Mary与他私奔。小说的中心是Charles无法意识到他自己的浪漫想象只是自负和自私。在一次荒唐且最终失败了的对Fitch夫人的绑架后，Charles开始反复斟酌被她拒绝之事。